# Natação no Campeonato Mundial de Esportes Aquáticos de 2023 - 50 m peito feminino
A disputa na modalidade 50 metros peito feminino de Natação no Campeonato Mundial de Esportes Aquáticos de 2023 fora realizada nos dias 29 e 30 de julho de 2023 na Marine Messe Fukuoka em Fukuoka, no Japão. Ao todo, 55 nadadoras de 46 Comitês Olímpicos Nacionais estavam previstas para participarem do evento. Rūta Meilutytė, nadadora lituana, tornou-se bicampeã mundial do evento, estabelecendo o novo recorde mundial e do campeonato.

## Formato da competição
A competição consiste em três rodadas: eliminatórias, semifinais e final. Os nadadores com os 16 melhores tempos nas baterias preliminares avançam as semifinais. Já os nadadores com os 8 melhores tempos nas semifinais avançam a final. Desempates (swim-offs) são utilizados conforme necessário para quebrar os empates de avanço a próxima rodada.

## Calendário
Todos os horários estão na Hora legal japonesa (UTC+9).
| Data                | Horário | Fase          |
| ------------------- | ------- | ------------- |
| 29 de julho de 2023 | 11:10   | Eliminatórias |
| 29 de julho de 2023 | 20:26   | Semifinais    |
| 30 de julho de 2023 | 20:09   | Final         |

## Recordes
Antes desta competição, os recordes mundiais e do campeonato nesta prova eram os seguintes:
| Tipo                  | Atleta           | Tempo  | Local     | Data                |
| --------------------- | ---------------- | ------ | --------- | ------------------- |
|                       | Benedetta Pilato | 29s 30 | Budapeste | 22 de maio de 2021  |
| Recorde do campeonato | Lilly King       | 29s 40 | Budapeste | 30 de julho de 2017 |

Nesta competição, os seguintes recordes foram estabelecidos:
| Data    | Evento    | Nadadora       | CON      | Tempo | Recorde |
| ------- | --------- | -------------- | -------- | ----- | ------- |
| 29 July | Semifinal | Rūta Meilutytė | Lituânia | 29.30 | =,      |
| 30 July | Final     | Rūta Meilutytė | Lituânia | 29.16 | ,       |

## Medalhistas
| Ouro                      | Prata                       | Bronze                    |
| Rūta Meilutytė · Lituânia | Lilly King · Estados Unidos | Benedetta Pilato · Itália |

## Resultados

### Eliminatórias
As eliminatórias foram realizadas no dia 29 de julho com início às 11:10.
| Pos. | Bateria | Raia | Nadadora                  | CON                             | Tempo | Notas            |
| ---- | ------- | ---- | ------------------------- | ------------------------------- | ----- | ---------------- |
| 1    | 5       | 4    | Benedetta Pilato          | Itália                          | 29.60 | Q                |
| 2    | 6       | 1    | Anita Bottazzo            | Itália                          | 30.02 | Q                |
| 3    | 6       | 5    | Lilly King                | Estados Unidos                  | 30.05 | Q                |
| 4    | 5       | 3    | Tang Qianting             | China                           | 30.08 | Q,               |
| 5    | 6       | 2    | Satomi Suzuki             | Japão                           | 30.29 | Q                |
| 6    | 5       | 6    | Veera Kivirinta           | Finlândia                       | 30.33 | Q                |
| 6    | 6       | 3    | Anna Elendt               | Alemanha                        | 30.33 | Q                |
| 8    | 4       | 5    | Eneli Jefimova            | Estónia                         | 30.39 | Q                |
| 8    | 6       | 4    | Rūta Meilutytė            | Lituânia                        | 30.39 | Q                |
| 8    | 6       | 7    | Sophie Hansson            | Suécia                          | 30.39 | Q                |
| 11   | 5       | 5    | Lydia Jacoby              | Estados Unidos                  | 30.44 | Q                |
| 12   | 6       | 6    | Mona McSharry             | Irlanda                         | 30.45 | Q                |
| 13   | 5       | 7    | Dominika Sztandera        | Polónia                         | 30.68 | Q                |
| 14   | 4       | 6    | Tatjana Schoenmaker       | África do Sul                   | 30.70 | Q-->WD           |
| 15   | 4       | 7    | Fleur Vermeiren           | Bélgica                         | 30.73 | Q                |
| 16   | 4       | 2    | Florine Gaspard           | Bélgica                         | 30.75 | Q                |
| 17   | 4       | 4    | Lara van Niekerk          | África do Sul                   | 30.76 | Q                |
| 18   | 5       | 8    | Yang Chang                | China                           | 30.85 |                  |
| 19   | 6       | 8    | Kotryna Teterevkova       | Lituânia                        | 30.94 |                  |
| 20   | 6       | 0    | Macarena Ceballos         | Argentina                       | 30.97 |                  |
| 21   | 4       | 1    | Ida Hulkko                | Finlândia                       | 30.98 |                  |
| 22   | 4       | 0    | Sophie Angus              | Canadá                          | 31.01 |                  |
| 23   | 4       | 3    | Jhennifer Alves           | Brasil                          | 31.04 |                  |
| 24   | 3       | 4    | Sim En Yi Letitia         | Singapura                       | 31.33 |                  |
| 25   | 5       | 2    | Anastasia Gorbenko        | Israel                          | 31.41 |                  |
| 26   | 3       | 2    | Andrea Podmanikova        | Eslováquia                      | 31.43 | Recorde nacional |
| 27   | 5       | 1    | Maria Drasidou            | Grécia                          | 31.44 |                  |
| 28   | 3       | 3    | Adelaida Pchelintseva     | Cazaquistão                     | 31.61 |                  |
| 29   | 6       | 9    | Abbey Harkin              | Austrália                       | 31.63 |                  |
| 30   | 3       | 5    | Lisa Mamie                | Suíça                           | 31.67 |                  |
| 31   | 5       | 0    | Tara Vovk                 | Eslovênia                       | 31.97 |                  |
| 32   | 3       | 7    | Mercedes Toledo           | Venezuela                       | 32.00 |                  |
| 33   | 5       | 9    | Jenjira Srisa-Ard         | Tailândia                       | 32.02 |                  |
| 34   | 3       | 6    | Melissa Rodríguez         | México                          | 32.05 |                  |
| 35   | 3       | 8    | Emily Santos              | Panamá                          | 32.23 | Recorde nacional |
| 36   | 4       | 9    | Thanya Dela Cruz          | Federação suspensa              | 32.25 |                  |
| 37   | 1       | 3    | Chen Pui Lam              | Macau                           | 32.31 | Recorde nacional |
| 38   | 3       | 0    | Imane El Barodi           | Marrocos                        | 32.64 |                  |
| 39   | 3       | 9    | Lynn El Hajj              | Líbano                          | 33.10 | Recorde nacional |
| 40   | 2       | 4    | Marina Abu Shamaleh       | Palestina                       | 34.86 |                  |
| 41   | 2       | 5    | Lara Dashti               | Kuwait                          | 35.44 |                  |
| 42   | 2       | 6    | Maria Batallones          | Ilhas Marianas do Norte         | 35.96 |                  |
| 43   | 2       | 2    | Kestra Kihleng            | Estados Federados da Micronésia | 36.55 |                  |
| 44   | 2       | 3    | Makelyta Singsombath      | Laos                            | 36.83 |                  |
| 45   | 2       | 9    | La Troya Pina             | Cabo Verde                      | 38.14 |                  |
| 46   | 2       | 0    | Ria Save                  | Tanzânia                        | 40.30 |                  |
| 47   | 2       | 7    | Mariama Touré             | Guiné                           | 41.81 |                  |
| 48   | 1       | 5    | Estelle Nguelo'o Noubissi | Camarões                        | 43.59 |                  |
| 49   | 1       | 6    | Salima Ahmadou Youssoufou | Níger                           | 45.97 |                  |
| 50   | 2       | 8    | Nina Amison               | Djibuti                         | 49.61 |                  |
| 51   | 1       | 2    | Olamide Sam               | Serra Leoa                      | DSQ   | DSQ              |
| 51   | 1       | 4    | Dorcas Oka                | Nigéria                         | DSQ   | DSQ              |
| 51   | 3       | 1    | Lam Hoi Kiu               | Hong Kong                       | DSQ   | DSQ              |
| 54   | 2       | 1    | Abbi Illis                | São Martinho                    | DNS   | DNS              |
| 54   | 4       | 8    | Ana Pinho Rodrigues       | Portugal                        | DNS   | DNS              |

### Semifinais
As semifinais foram disputadas no dia 29 de julho às 20:26.
| Pos. | Bateria | Raia | Nadadora           | CON            | Tempo | Notas |
| ---- | ------- | ---- | ------------------ | -------------- | ----- | ----- |
| 1    | 2       | 2    | Rūta Meilutytė     | Lituânia       | 29.30 | Q, =  |
| 2    | 2       | 5    | Lilly King         | Estados Unidos | 29.72 | Q     |
| 3    | 1       | 8    | Lara van Niekerk   | África do Sul  | 29.91 | Q     |
| 4    | 2       | 4    | Benedetta Pilato   | Itália         | 30.09 | Q     |
| 5    | 1       | 5    | Tang Qianting      | China          | 30.12 | Q     |
| 6    | 1       | 6    | Eneli Jefimova     | Estónia        | 30.22 | Q     |
| 7    | 1       | 4    | Anita Bottazzo     | Itália         | 30.29 | Q     |
| 8    | 2       | 3    | Satomi Suzuki      | Japão          | 30.33 | Q     |
| 9    | 1       | 2    | Sophie Hansson     | Suécia         | 30.40 | SO    |
| 9    | 2       | 7    | Lydia Jacoby       | Estados Unidos | 30.40 | SO    |
| 11   | 1       | 7    | Mona McSharry      | Irlanda        | 30.54 |       |
| 12   | 2       | 6    | Anna Elendt        | Alemanha       | 30.55 |       |
| 13   | 1       | 3    | Veera Kivirinta    | Finlândia      | 30.56 |       |
| 14   | 2       | 1    | Dominika Sztandera | Polónia        | 30.59 |       |
| 15   | 2       | 8    | Florine Gaspard    | Bélgica        | 30.67 |       |
| 16   | 1       | 1    | Fleur Vermeiren    | Bélgica        | 31.26 |       |

#### Swim-off
The swim-off para a primeira substituta fora realizada no dia 29 de julho às 22:13.
| Pos. | Raia | Nadadora       | CON            | Tempo | Notas |
| ---- | ---- | -------------- | -------------- | ----- | ----- |
| 1    | 4    | Sophie Hansson | Suécia         | 30.44 | S1    |
| 2    | 5    | Lydia Jacoby   | Estados Unidos | 30.67 | S2    |

### Final
A final fora realizada no dia 30 de julho às 20:09.
| Pos.              | Raia | Nadadora         | CON            | Tempo | Notas           |
| ----------------- | ---- | ---------------- | -------------- | ----- | --------------- |
| Medalha de ouro   | 4    | Rūta Meilutytė   | Lituânia       | 29.16 | Recorde mundial |
| Medalha de prata  | 5    | Lilly King       | Estados Unidos | 29.94 |                 |
| Medalha de bronze | 6    | Benedetta Pilato | Itália         | 30.04 |                 |
| 4                 | 3    | Lara van Niekerk | África do Sul  | 30.09 |                 |
| 5                 | 1    | Anita Bottazzo   | Itália         | 30.11 |                 |
| 6                 | 2    | Tang Qianting    | China          | 30.22 |                 |
| 7                 | 8    | Satomi Suzuki    | Japão          | 30.44 |                 |
| 8                 | 7    | Eneli Jefimova   | Estónia        | 30.48 |                 |

Legenda
| Recorde mundial       | Recorde mundial (World record)               |                       | Recorde africano                      | Recorde africano (African) |                                           | Q | Classificado por posição (Qualified) |
| Recorde do campeonato | Recorde do campeonato (Championship record)  | Recorde da América    | Recorde da América (Americas)         | q                          | Classificado por melhor tempo (Qualified) |   |                                      |
| Melhor marca do ano   | Melhor marca do ano (World leading)          | Recorde asiático      | Recorde asiático (Asian)              | DNS                        | Não largou (Did not start)                |   |                                      |
| Recorde nacional      | Recorde nacional (National record)           | Recorde europeu       | Recorde europeu (European)            | DNF                        | Não terminou (Did not finish)             |   |                                      |
| Recorde pessoal       | Recorde pessoal do atleta (Personal best)    | Recorde da Oceania    | Recorde da Oceania (Oceania)          | DSQ / DQ                   | Desclassificado (Disqualified)            |   |                                      |
| Recorde da temporada  | Recorde da temporada do atleta (Season best) | Recorde sul-americano | Recorde sul-americano (South America) | NM                         | Sem marca (No mark)                       |   |                                      |